# جبل شقروف (مناخة)

تعديل مصدري - تعديل

جبل شقروف هي إحدى قرى عزلة لهاب بمديرية مناخة التابعة لمحافظة صنعاء، بلغ تعداد سكانها 258 نسمة حسب تعداد اليمن لعام 2004.